# Nora Tschirnerová
Nora Marie Tschirnerová (* 12. června 1981 Berlín) je německá herečka, režisérka, zpěvačka a moderátorka.
Je dcerou režiséra dokumentárních filmů Joachima Tschirnera a absolventkou Gymnázia Rosy Luxemburgové ve východoberlínském Pankowě. Jako herečka debutovala v roce 1997 v televizním seriálu Achterbahn, v letech 2001 až 2007 pracovala pro německou mutaci stanice MTV. Účinkovala v seriálech Ijon Tichy: Raumpilot, Místo činu a Deník doktorky. Nadabovala do němčiny Emmu Stoneovou, Amy Poehlerovou a Demi Lovato, stala se také hlasem Lary Croft v německé verzi počítačové hry Tomb Raider (2013).
Pomáhá dobročinné organizaci Aktion Tagwerk a režírovala dlouhometrážní dokument o poměrech v etiopských porodnicích Waiting Area. Vystupovala s hudebními skupinami Prag a Randgruppencombo a hrála v klipu k písni skupiny OneRepublic „Secret“.
Za hlavní roli ve filmu Zajíček bez oušek (2007) získala ceny Bambi a Jupiter. V roce 2015 jí byla udělena rakouská televizní cena Romy za seriál Místo činu.

## Filmografie
- 2001 Wie Feuer und Flamme
- 2003 Soloalbum
- 2004 Kebab Connection
- 2006 FC Venus
- 2007 Zajíček bez oušek
- 2009 Krokodýlové z předměstí
- 2009 Kuře s ušima
- 2009 Zabíjení je má práce, lásko
- 2010 A je tu Lola!
- 2010 Dobrou chuť
- 2011 Ein Tick anders
- 2011 What a Man
- 2012 Kůň na balkóně
- 2014 Alles ist Liebe
- 2015 Nesmělý svůdník
- 2016 SMS pro tebe
- 2019 Gut gegen Nordwind
- 2020 Wunderschön